# Fleckschwanzsperber
Der Fleckschwanzsperber (Tachyspiza trinotata, Syn.: Accipiter trinotatus) ist ein Greifvogel, der endemisch in Sulawesi in Indonesien vorkommt.
Der Lebensraum umfasst tropischen oder subtropischen feuchten Tiefwald oder Mangrovenwald bis 1600 m Höhe.
Der Artzusatz kommt von lateinisch tri- ‚drei‘ und lateinisch notatus ‚markiert‘.

## Merkmale
Dieser Vogel ist 26 bis 31 cm groß, die Flügelspannweite beträgt 45 bis 51 cm.
Er ist klein, sehr kurzflügelig, hat aber einen langen Schwanz. Das Gefieder ist nahezu identisch mit dem sympatrisch vorkommenden Rosenbrustsperber (Tachyspiza rhodogaster) und Sulawesisperber (Tachyspiza nana): bleigraue Oberseite und weißliche Unterseite mit weinrotem Hauch auf der Brust. Die Art unterscheidet sich durch meist drei große weiße Flecken auf der Schwanzoberseite, das Gesicht ist charakteristisch durch die deutlichen, gut abgegrenzten chromgelben Zügel bei schwarzem Schnabel und großem dunklem Auge. Gegenüber dem Sulawesisperber ist die Handschwingenprojektion deutlich kürzer als die Schwanzprojektion.
Die Weibchen sind größer. Die Iris ist dunkel- bis rotbraun. Die Beine sind chromgelb, die Wachshaut ist dunkel blaugrau bis schwarz.
Jungvögel haben eine dunkelgraue bis dunkelbraune Iris, die Beine und Zügel sind matter gefärbt. Eine Morphe hat eine gepunktete Oberseite, die andere keine Punkte, ist aber kastanienbraun auf der Oberseite.
Die Art ist monotypisch.

## Stimme
Der Ruf wird als katzenartiger Schrei und als einige Male wiederholtes „hee“ beschrieben.

## Lebensweise
Die Nahrung besteht hauptsächlich aus kleinen Echsen und Schlangen, aber auch Froschlurchen, Schnecken und großen Insekten, die als Lauerjäger in Erdbodennähe erbeutet werden.
Die Brutzeit ist nicht bekannt.

## Gefährdungssituation
Die Art gilt als nicht gefährdet (Least Concern).